# Khammam (Distrikt)
Der Distrikt Khammam (Telugu ఖమ్మం జిల్లా, Urdu کھمم ضلع) ist ein Distrikt des indischen Bundesstaates Telangana. Hauptort des Distrikts ist Khammam.

## Geographie
Der Distrikt liegt im Südosten Telanganas an der Grenze zu Andhra Pradesh. Die angrenzenden  Distrikte sind Suryapet im Westen, Mahabubabad im Norden, Bhadradri Kothagudem im Nordosten und Osten, sowie Krishna im Süden und in einem kurzen Abschnitt West Godavari im Südosten (letztere beide in Andhra Pradesh). Ungefähr 502 bis 640 km² des Distrikts sind von Wald bedeckt.

## Klima
Das Ortsklima entspricht einem tropischen Monsunklima. Der mittlere Jahresniederschlag in den Jahren 2016 bis 2021 lag bei 972 mm, mit erheblichen Variationen zwischen den Jahren. Mehr als 80 % des Niederschlags fallen während der Monsunzeit. Die höchste Temperatur  im Distrikt im Jahr 2020–21 lag bei 43,1 °C (am 30. Mai 2021) und die niedrigste bei 10,8 °C (am 22. Dezember 2020).

## Geschichte

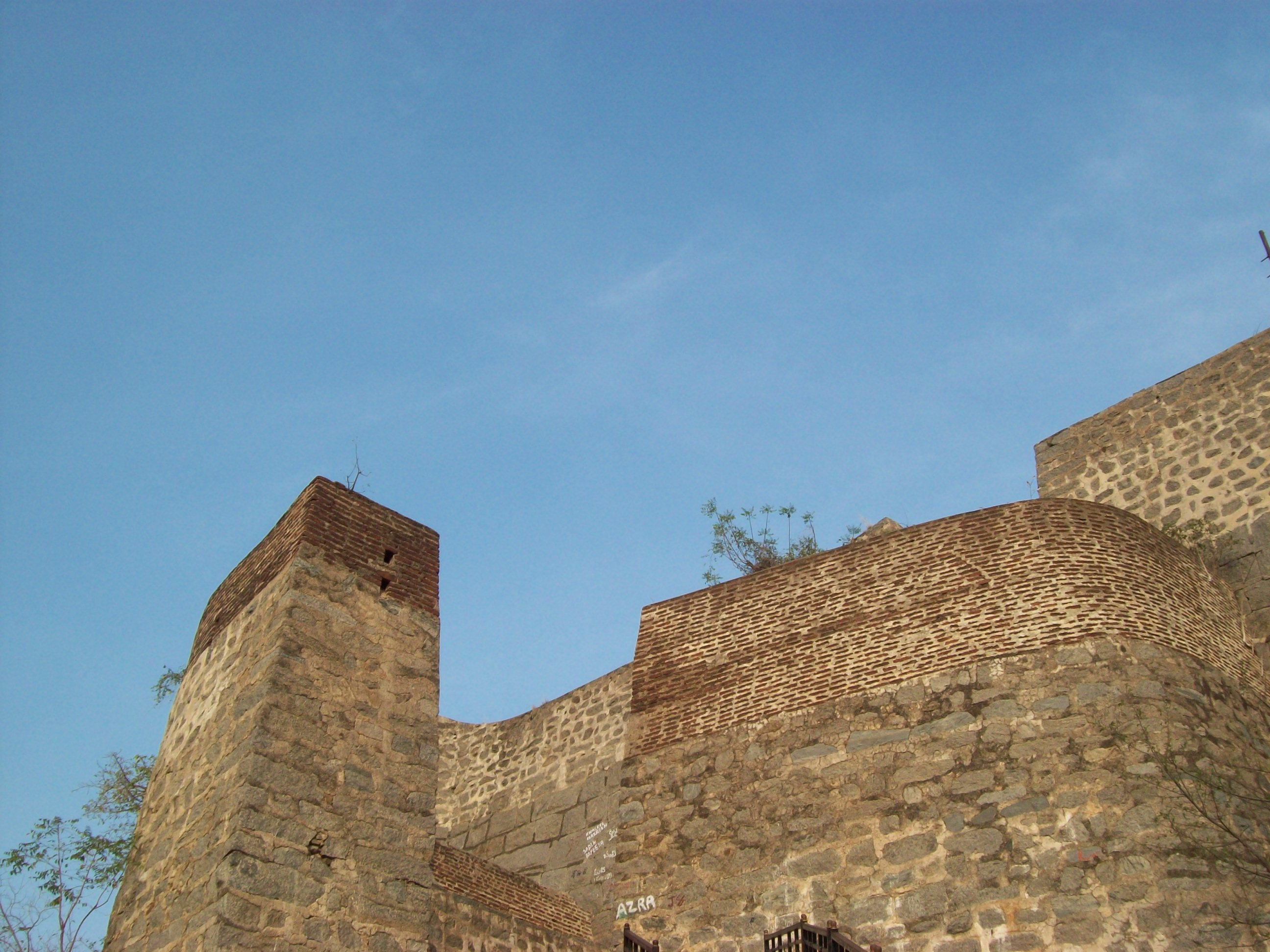
Khammam Fort

Der Distrikt Khammam unmittelbar nach der Bildung Telanganas im Juni 2014

Die Gegend von Khammam war seit 1724 Teil des Fürstenstaats Hyderabad, der sich vom Mogulreich gelöst hatte. Nach der Unabhängigkeit Indiens 1947 kam Hyderabad 1948 zu Indien und wurde 1951 ein Bundesstaat. Am 1. Oktober 1953 wurde aus den damaligen fünf Taluks Khammam, Madhira, Yellandu, Burgampadu und Palwancha (später Kothagudem) des alten Distrikts Warangal der neue Distrikt Khammam gebildet. Nach der Auflösung des Bundesstaats Hyderabad und dessen Aufteilung unter die angrenzenden Bundesstaaten im States Reorganisation Act 1956 kam der Distrikt zu Andhra Pradesh. Im Jahre 1959 wurden aus administrativen Gründen weitere Gebiete (Taluk Bhadrachalam und Sub-Taluk Nugur) von den Distrikten East Godavari und West Godavari angegliedert. Die Distriktfläche vergrößerte sich dadurch um 1553,6 Quadratmeilen (4023,81 km²) von 4.550,4 mi² (11.785,48 km²) auf 6.104,0 mi² (15.809,29 km²). Ab dem Zensus 1981 wurde eine Distriktfläche von 16.029 km² angegeben, ohne das eine zwischenzeitliche Gebietsänderung vermerkt ist.
Mit der Neubildung des Bundesstaats Telangana am 2. Juni 2014 wurde Khammam zu einem der zehn Distrikte Telanganas. Kurze Zeit später erfolgte noch eine Grenzkorrektur durch die am 18. Juli 2014 in Kraft getretene Andhra Pradesh Reorganisation (amendment) Bill, 2014, mit der sieben Mandals entlang des Laufs des Godavari mit einer Gesamtfläche von 2763 km² ganz oder teilweise an Andhra Pradesh abgetreten wurden. Teile der abgetretenen Gebiete werden durch den im Distrikt West Godavari projektierten Polavaram-Staudamm überschwemmt werden, wodurch Umsiedlungen größeren Ausmaßes erforderlich werden. Hauptzweck des Staudamms sind Bewässerungsprojekte in den Distrikten West Godavari, East Godavari, Krishna und Visakhapatnam – alle im Küstenland von Andhra Pradesh. Die Regierung Andhra Pradeshs argumentierte deswegen, dass das ganze Gebiet unter einer einheitlichen Administration stehen müsse, um eine Realisierung des Projektes zu gewährleisten. Außerdem verwies sie darauf, dass das Gebiet erst 1959 zum Distrikt Khammam gekommen war. Das Gesetz wurde gegen die Stimmen der Abgeordneten aus Telangana vom indischen Parlament verabschiedet.
Im Jahr 2016 erfolgte eine vollständige Neuordnung der Distrikteinteilung Telanganas. Anstelle der bisherigen 10 Distrikte wurden 31 Distrikte gebildet und die alten Distrikte entsprechend verkleinert. Die Fläche Khammams verringerte sich dadurch von 13.266 km² auf 4481,17 km².

## Bevölkerung
Bei der letzten Volkszählung 2011 hatte der Distrikt in seinen Grenzen ab 2016 1.401.639 Einwohner (699.124 männlich, 702.515 weiblich). Das Geschlechterverhältnis wies mit einem Wert (M:F) von 0,9952 einen geringfügigen Frauenüberschuss auf. Der Urbanisierungsgrad lag mit 22,60 % unter dem Durchschnitt Telanganas (38,88 %), ebenso die Alphabetisierungsrate von 65,95 % (Männer: 73,69 %, Frauen: 58,31 %; Durchschnitt Telangana: 66,54 %, M: 75,04 %, F: 57,99 %). 279.319 Personen (19,93 %) gehörten zu den scheduled castes, d. h. zu den registrierten unterprivilegierten Kasten, und 199.342 (14,22 %) zu den scheduled tribes, d. h. zur registrierten indigenen Stammesbevölkerung (Adivasi).

## Wirtschaft
Nach der Volkszählung 2011 waren im späteren Distrikt 704.729 Personen (50,20 %) erwerbstätig, davon 95.769 (13,59 %) als Bauern (cultivators), 414.250 (58,78 %) als Landarbeiter, 9.198 (1,31 %) als in Heimindustrien Beschäftigte und 185.512 (26,32 %) als sonstige Arbeitende. Die für den Ackerbau genutzte Fläche umfasste nach einer Erhebung aus dem Jahr 2016 133.764 ha, die sich auf 292.161 Landeigentümer verteilten. Dabei überwog der Kleinst- und Kleinbesitz (203.534 unter 1 ha, 58.241 zwischen 1 und 2 ha; Daten aus dem Jahr 2015–16). Hauptsächlich angebaut wurden (in abnehmender Fläche) in der Sommersaison 2020–21 (Vanakalam) Reis und Baumwolle, und in der Wintersaison 2020–21 (Yasangi) Reis und Mais. In der Viehhaltung überwogen Büffel und Schafe vor Ziegen und Hausrindern.

## Besonderheiten

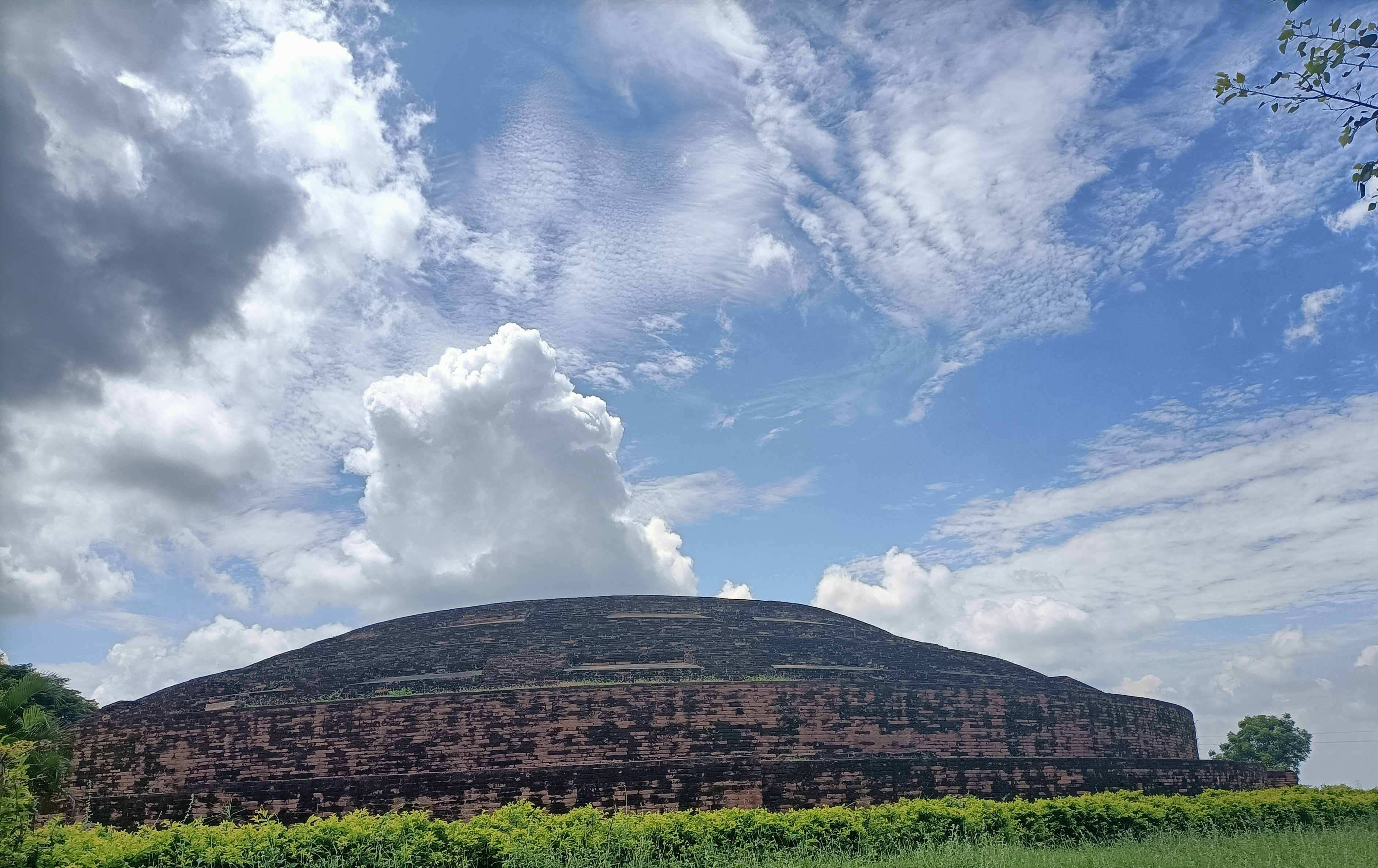
Stupa von Nelakondapalli

Beim Dorf Nelakondapalli, etwa 21 Kilometers südwestlich von Khammam, befindet sich eine buddhistische Stupa aus dem 3./4. nachchristlichen Jahrhundert samt archäologischer Ausgrabungsstätte. Khammam Fort in der Distrikthauptstadt ist eine Befestigungsanlage, deren Anfänge auf die Zeit der Kakatiya-Dynastie zurückgehen.